# Jesús Ramón Martínez de Ezquerecocha Suso
Jesús Ramón Martínez de Ezquerecocha Suso (* 31. August 1935 in Jungaitu, Spanien; † 16. Februar 2013 in Vitoria-Gasteiz) war Bischof von Babahoyo. 

## Leben
Jesús Ramón Martínez de Ezquerecocha Suso empfing am 9. August 1959 das Sakrament der Priesterweihe. Er ging in die Mission nach Südamerika. Von 1980 bis 1982 war er Apostolischer Administrator im Bistum Machala.
Papst Johannes Paul II. ernannte ihn am 28. Juni 1984 zum Prälaten von Los Ríos in Ecuador. Der emeritierte Prälat von Los Ríos, Victor Garaygordóbil Berrizbeitia, spendete ihm am 15. Oktober 1994 die Bischofsweihe; Mitkonsekratoren waren Juan Ignacio Larrea Holguín, Erzbischof von Guayaquil und Antonio José Kardinal González Zumárraga, Erzbischof von Quito. Papst Johannes Paul II. erhob am 22. August 1994 die Territorialprälatur zum Bistum Babahoyo, deren erster Bischof Martínez de Ezquerecocha wurde. 
Nach seinem Rücktrittsgesuch aus gesundheitlichen Gründen, das Papst Benedikt XVI. am 27. März 2008 genehmigte, kehrte er nach Spanien zurück und war als Seelsorger tätig. 